# FAB FIVE
『FAB FIVE』（ファブ・ファイヴ）は、日本のバンド・フジファブリックのメジャー3枚目のミニアルバム。2018年10月3日、Sony Music Associated Recordsより発売。

## 概要
- アルバムとしては『STAND!!』以来1年10ヶ月ぶりの新作。CDのパッケージリリースとしても『カンヌの休日 feat. 山田孝之』以来1年7ヶ月ぶりとなる。
- フジファブリックのアルバム史上初の「収録曲全曲にタイアップのついた作品」である。また、初の「CDシングル表題曲を収録したミニアルバム」ともなった。[1]
- 通常盤・初回限定盤の2形態での発売。初回限定盤はDVD付き。

## 楽曲解説
Water Lily Flower
KADOKAWA配給映画『ここは退屈迎えに来て』主題歌。フジファブリックは同映画の音楽を担当している。
PVは「映画のアナザーストーリー」という設定で、同映画の監督を務めた廣木隆一が監督を務めたほか、同映画に出演した成田凌が出演している。
アルバム発売前の2018年8月26日よりこの曲の先行配信が行われた。
電光石火
「J SPORTS STADIUM 2018」テーマソング。フジファブリックの楽曲のテーマソング起用は『Sugar!!』に続き2回目。
2018年4月～6月にかけて行われた「3ヶ月連続シングル配信」の第1弾の曲で、4月14日より配信が行われた。
山内は「（野球の）選手生命は人生を単位に考えたらまさに電光石火のようなもの。そこで輝くために一生を捧げている人たちが、人生をかけてバンドをやっている自分たちと重なった」と語っている。
1／365
NHK Eテレ『メディアタイムズ』テーマソング。
2018年4月～6月にかけて行われた「3ヶ月連続シングル配信」の第2弾の曲で、5月23日より配信された。
最初は30秒くらいのサビ部分だけが存在し、半年以上経ってからフルが制作されたという。
かくれんぼ
Canon「“This” is my life.」ショートムービー『僕たちは今日、お別れします。』テーマソング。
2017年11月9日より配信リリースされていた楽曲で、金澤が単独で作詞・曲を手掛け、かつタイアップがついた2例目の楽曲となった。

## 収録曲
- 全編曲：フジファブリック

| #  | タイトル                        | 作詞・作曲       | 時間  |
| -- | ------------------------------- | ---------------- | ----- |
| 1. | 「Water Lily Flower」           | 山内総一郎       | 6：20 |
| 2. | 「電光石火」                    | 山内総一郎       | 4：26 |
| 3. | 「1／365」                      | 加藤慎一         | 3：26 |
| 4. | 「カンヌの休日 feat. 山田孝之」 | フジファブリック | 3：34 |
| 5. | 「かくれんぼ」                  | 金澤ダイスケ     | 4：54 |

### DVD（初回盤のみ）
| #  | タイトル                                                                                            | 作詞 | 作曲・編曲 |
| -- | --------------------------------------------------------------------------------------------------- | ---- | ---------- |
| 1. | 「2018.03.23『フジファブリック LIVETOUR 2018“帰ってきた!!三日月ADVENTURE”』at EX THEATER ROPPONGI」 |      |            |

| #  | タイトル                                       | 作詞 | 作曲・編曲 | MV監督     |
| -- | ---------------------------------------------- | ---- | ---------- | ---------- |
| 2. | 「Water Lily Flower」                          |      |            | 廣木隆一   |
| 3. | 「電光石火」                                   |      |            | 大久保拓朗 |
| 4. | 「カンヌの休日 feat. 山田孝之」                |      |            | 山下敦弘   |
| 5. | 「Making of Music Video『Water Lily Flower』」 |      |            | ―          |